# Karl Bernhard von Rosenbusch
Karl Bernhard von Rosenbusch (* 18. November 1744 auf Pillkallen; † 15. April 1807 in Ansbach) war ein preußischer Generalmajor.

## Leben

### Herkunft
Seine Eltern waren der Leutnant und Gutsbesitzer Joachim von Plehwe und dessen Ehefrau Anna Marie, geborene Rasch. Am 23. Januar 1774 wurde er vom Generalmajor Hans Christoph von Rosenbusch adoptiert. Der 1792 geborene, spätere Generalleutnant Bernhard von Plehwe war sein Neffe.

### Militärkarriere
Rosenbusch kam 1761 als Junker in das Husarenregiment „von Wechmar“ und nahm am bereits laufenden Siebenjährigen Krieg teil. Dort kämpfte er bei der Verteidigung von Kolberg, dem Gefecht bei Spie sowie in den Gefechten bei Reichenbach und Teschen. Im Gefecht bei Bauerwitz am 20. Juni 1761 wurde er am Kopf verwundet.
Nach dem Krieg wurde Rosenbusch am 1. April 1764 zum Kornett ernannt und am 15. September zum Sekondeleutnant befördert. Als solcher kämpfte er 1778/79 im Bayerischen Erbfolgekrieg im Gefecht bei Glomnitz. Dafür erhielt er am 13. August 1778 den Orden Pour le Mérite. Bis 21. Juni 1790 stieg Rosenbusch zum Rittmeister und Eskadronchef auf. Am 17. März 1792 wurde er als Major in das neuerrichtete Husarenregiment „von Frankenberg“ versetzt. Am 20. Mai 1801 wurde er dort Oberstleutnant und erhielt am 8. Mai 1802 ein auf den 26. Mai 1800 rückdatiertes Patent. Daran schloss sich am 25. Mai 1803 seine Beförderung zum Oberst an. Am 13. April 1805 erhielt Rosenbusch seine Demission unter Verleihung des Charakters als Generalmajor mit einer Pension von 800 Talern. Er starb am 15. April 1807 in Ansbach.
Bereits 1804 wird heißt es in seiner Beurteilung: War sonst ein vorzüglicher Stabs-Offizier, seine Geisteskräfte und sein Gedächtnis haben ihn aber seine einem Jahr ganz verlassen.

### Familie
Er heiratete am 26. Juli 1799 in Crailsheim Friederike Luise Crarz (* 22. Januar 1770), verwitwete von Kropf. Nach dem Tod ihres Mannes heiratete die Witwe den württembergischen Oberst Ferdinand von Theobald.